# 제3회 금마장
제3회 금마장의 시상식에 관한 내용이다. 1965년 10월 30일 대만 타이베이 중산당(中山堂)에서 개최됐다.

## 수상 및 후보

### 작품상
- 양압인가 - 이행 수상

### 감독상
- 양압인가 - 이행 수상

### 남우주연상
- 갈향정 수상

### 여우주연상
- 이려화 수상

### 여우조연상
- 왕래 수상